# Juan López Moctezuma
Juan Lopez Moctezuma (maggio 1932 – 2 agosto 1995) è stato un regista messicano.

## Biografia
Moctezuma ha diretto solamente cinque pellicole, appartenenti al genere horror.
Produsse i primi lavori sperimentali di Alejandro Jodorowski.
È stato direttore generale di Televisa (sezione Europa).
Nel 1993 venne ricoverato in una clinica psichiatrica.

## Filmografia
- The Mansion of Madness (1973)
- Mary, Mary, Bloody Mary (1974)
- Alucarda (1977)
- To Kill a Stranger (1984)
- Welcome Maria (1986)